# Master of business administration
Master of business administration (MBA) er en erhvervsøkonomisk ledelsesuddannelse på kandidatniveau. Uddannelsen læses på en handelshøjskole eller et universitet, i udlandet ofte kaldet business school. 
Uddannelsen sigter primært på at give erfarne eller potentielle ledere mulighed for at udvide deres lederkompetencer, særligt med fokus på strategisk ledelse. 
Studiet varer som regel 1-2 år på fuld tid eller kan gennemføres over en årrække som deltids- eller fjernstudie. "Executive MBA" (EMBA) refererer ofte til mere målrettede og kortere MBA-kurser for erfarne ledere.
Studiet er ofte opbygget i forskellige moduler, f.eks. human resource management, finans og markedsføring, men alle med fokus på strategisk ledelse. Ofte benyttes case studies som grundlag for udarbejdelsen af rapporter, som de studerende bliver bedømt på baggrund af.
Uddannelsen blev først introduceret i USA i efterkrigstiden og er siden nået til Storbritannien og andre europæiske lande. Derimod er uddannelsen stort set ukendt i Japan pga. anderledes opfattelser af, hvad en leder er. En grundforestilling bag MBA-uddannelsen er, at ledelse er noget man kan lære eller blive bedre til ved at benytte en række metoder og teknikker. Dette er blevet kritiseret, fordi ledelse er en social aktivitet, der tillige forudsætter erfaring, modenhed og engagement. Af samme grund er en vis alder ofte et adgangskrav på europæiske MBA-studier. I USA har personer med bachelorgrad og uden erhvervserfaring også mulighed for at søge ind på de fleste MBA-studier, men der lægges vægt på, at de studerende uden erhvervserfaring har opnået en særlig grad af analytisk og praktisk kompetence i deres bachelorstudium.
MBA-kurser bliver nøje overvåget og ranglistet af medier og akkrediterings-organisationer. Det giver potentielle studerende bedre mulighed for at vælge den rette MBA-uddannelse, da der kan være stor forskel i prestige og kvalitet. Prisniveauet for en MBA er som regel også langt højere end almindelige masteruddannelser (når der er tale om brugerbetaling), da arbejdsgiverne ofte betaler.
MBA bør ikke forveksles med mini-MBA, som er kortere kurser i ledelse.